# Alén Diviš
Alén Diviš (26. dubna 1900, statek Blato u Poděbrad – 15. listopadu 1956, Praha) byl český malíř a ilustrátor.

## Křestní jméno
Byl pokřtěn jménem Karel. Jméno Alén se poprvé objevuje u ilustrace k povídce Tierschau, otištěné v příloze s názvem Dichtung und Welt novin Prager Presse v roce 1927. Jak uvádí literatura , jméno Alén patrně nepochází z rodinného prostředí, protože až do roku 1930 podepisuje Alén své dopisy domů jménem Karel. Skutečné okolnosti změny Divišova křestního jména se patrně již nepodaří objasnit.

## Život

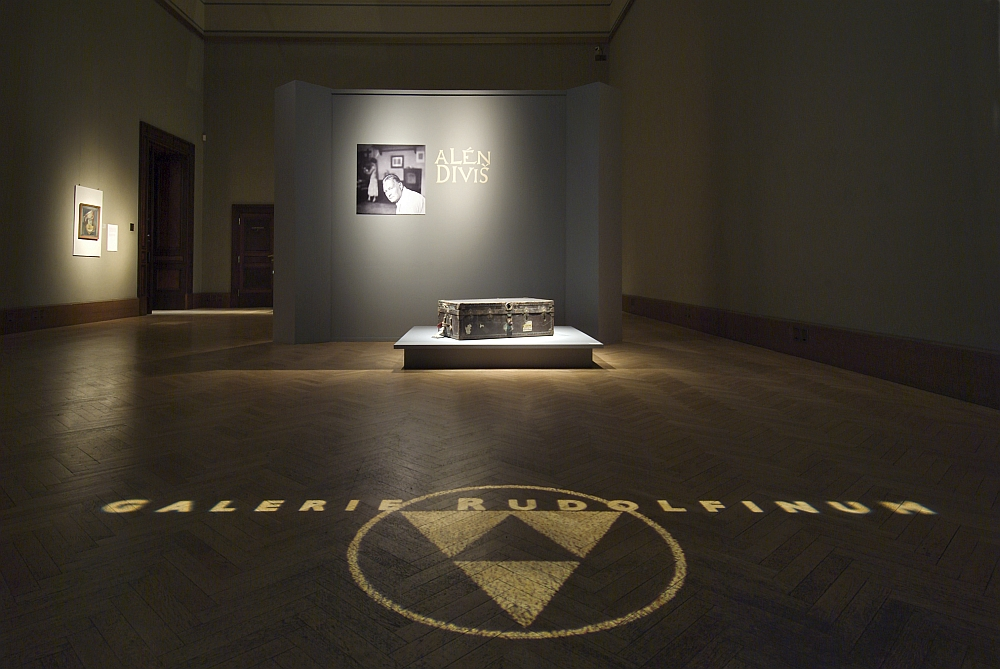
výstava Aléna Diviše v Galerii Rudolfinum v roce 2005

Narodil se na statku Blato u Poděbrad v rodině správce Františka Diviše (4.6.1854 – 18.4.1933) a jeho ženy Karolíny, ros. Wisingerové (3.8.1861 – 6.10.1943). Byl nejmladší z pěti dětí a byl pokřtěn jménem Karel. V roce 1911 se celá rodina odstěhovala do Prahy. V roce 1918 maturoval na gymnáziu v Ječné ulici. V roce 1918–1919 studoval malířskou školu Josefa Boháče na Malé Straně. Jeho spolužáky byli Marie Čermínová (Toyen) a Hedvika Zaorálková. V roce 1919–1920 studoval na Vysoké škole uměleckoprůmyslové v Praze v ateliéru Emanuela Dítěte. V letech 1920–1926 pracoval jako úředník.

### V Paříži
V roce 1926 odjel (pravděpodobně přes Záhřeb) do Paříže. Zde navštěvoval přednášky Františka Kupky a údajně studoval i na École des beaux-arts. Seznámil se s Daniel-Henry Kahnweilerem, který o něm informoval Vincence Kramáře. Díky němu Diviš získal podporu Ministerstva školství. V Paříži se stýkal s Bohuslavem Martinů, Josefem Šímou, Františkem Tichým, Toyen a Janem Zrzavým. V roce 1930 se neúspěšně pokusil o přijetí do Spolku výtvarných umělců Mánes. V roce 1932 navštívil severní Afriku a obrazy z této cesty vystavoval v galerii Van Leer.
Ve třicátých letech přispíval kresbami i texty do Lidových novin.
V roce 1939 po okupaci Československa a vzniku Protektorátu Čechy a Morava uprchli do Paříže další čeští výtvarníci a umělci (Hugo Haas, Adolf Hoffmeister, Maxim Kopf, Jiří Mucha, Antonín Pelc a jiní). Díky iniciativě Adolfa Hoffmeistera vznikl Dům československé kultury, kde řada českých umělců i bydlela. Po začátku druhé světové války byli obyvatelé domu dne 18. září 1939 zatčeni a po výslechu uvězněni ve věznici La Santé. Zde strávil Diviš více než pět měsíců (do 5. března 1940). Po propuštění byl internován ve sběrném táboře v Stadionu Rolanda Garrose u Paříže a potom dále v Damigny v Normandii.

### Cesta do USA a život v USA
Po útoku nacistického Německa na Nizozemsko a Belgii byli přesunuti na jih Francie do Bassens nedaleko Bordeaux. Když zaútočilo Německo na Francii, byl 20. června 1940 tábor rozpuštěn a Diviš se spolu s dalšími československými vězni vydal 23. června 1940 lodí do Maroka. Zde byli nejprve internováni v uprchlickém táboře Aïn Chock. Po týdnu byli propuštěni a žili (s Antonínem Pelcem a Maximem Kopfem) v Casablance a pokoušeli se získat povolení k vystěhování do Velké Británie nebo do USA. 14. listopadu 1940 byli ale internováni v koncentračním táboře Sidi el Ayachi. Zde Diviš onemocněl cholerou. 5. dubna 1941 mohli konečně odplout parníkem Capitaine Paul Lemerle. Po příjezdu do Fort-de-France na Martiniku dne 29. dubna 1941 byli opět internováni v táboře Lazaret. 17. května odpluli do USA a 29. května 1941 přistáli v New Yorku.
Zde se stýkal především s Bohuslavem Martinů a s manželi Macháčkovými. Žil ze skromné podpory československého konzulátu. V dubnu 1947 (po několika odkladech) odplul zpět do Evropy, do Prahy přijel 20. května 1947.

### Po návratu do Československa
Po návratu navázal opět kontakty s přáteli (Vladimír Holan, Jaroslav Pečírka, Jaroslav Seifert, Bedřich a Oldřich Stefannovi, František Tichý, Hedvika Zaorálková). Časopis My 47 otiskl jeho vzpomínky na vězení Santé. Začátkem roku 1948 (od 30. ledna do 22. února) proběhla výstava jeho obrazů ve Vilímkově galerii. Na podzim 1949 vystavoval v galerii Ars Melantrich ilustrace k Erbenově básni Svatební košile. Tyto ilustrace vyšly knižně v roce 1952 v nakladatelství Vyšehrad. Komise Národní ediční rady ale nedoporučila vydání dalších částí.
V 50. letech zdravotní problémy Diviše vyřadily ze společnosti. V této době pracoval na ilustracích k povídkám Edgara Allana Poea a na biblických motivech.
Zemřel v roce 1956.

## Další
V roce 2002 natočil režisér Martin Řezníček hodinový dokumentární film Sbohem, slunce o Divišově životě a díle. Film zachycuje vzpomínky Divišových přátel sochařky Zdeny Kriseové, spisovatelky Lenky Reinerové, historika umění Františka Dvořáka, sochaře Miloše Chlupáče, fotografa Václava Chocholy a malíře Zdeňka Sýkory..

## Dílo
Námět smrti a vězení se proto vyskytuje v mnoha jeho obrazech.

### Ilustrace
- Karel Jaromír Erben: Svatební košile, 1952
- Edgar Allan Poe: Povídky
- Bible

## Výstavy
- 1932 Alén Diviš: Obrazy a kresby, Galerie Van Leer, Paříž, 18. listopadu – 7. prosince 1932
- 1947 Oleje a kresby Aléna Diviše, Vilímkova galerie, Praha, 30. ledna – 22. února 1948, katalog[6]
- 1949 Alén Diviš : kvaše a oleje k Erbenovým Svatebním košilím, Ars Melantrich, Praha, katalog[7]
- 2005 Alén Diviš, 10. února 2005 – 24. dubna 2005, Galerie Rudolfinum, Praha, kurátoři: Vanda Skálová, Tomáš Pospiszyl[8]
- 2016 Alén Diviš (1900–1956), 18. května – 30. června 2016, Galerie Smečky, Ve Smečkách 24, 110 00 Praha 1, kurátor: Jaromír Zemina.[9]
- 2017 Alén Diviš, 23.4.–9.7.2017, Alšova jihočeská galerie, Wortnerův dům U Černé věže 22. 370 01 České Budějovice, Kurátor: PhDr. Jaromír Zemina[10]